# Программа студенческого обмена
Программа студенческого обмена — договорённость между учебными заведениями о взаимном обмене студентами. Подобные программы позволяют учащимся школ и университетов обучаться и/или проходить стажировку за рубежом в течение 1 или 2 учебных семестров. Большинство программ обмена осуществляется через неправительственные организации, такие как Эразмус, или частные организации, такие как Experiment in International Living. Кроме того, обмен может также происходить на основе партнерского соглашения между университетами или городами-побратимами. Студенты по обмену могут проживать в принимающих семьях или в студенческих городках, где они подвергаются воздействию культуры принимающей страны и языка.
Большинство правительств поощряет программы по обмену студентами как форму общественной дипломатии. Основные цели таких программ — повышение качества образования и развитие культурных и экономических связей между странами.
Программы студенческого обмена пользуются высокой популярностью. К примеру, более 1 % от всех европейских студентов, проходит обучение за рубежом по программе Эразмус.

## Финансирование
Большинство программ обмена финансируется государственными или негосударственными фондами. Зачастую студент также получает стипендию для покрытия расходов на проживание за рубежом.

## Обмен студентами между США и Советским Союзом

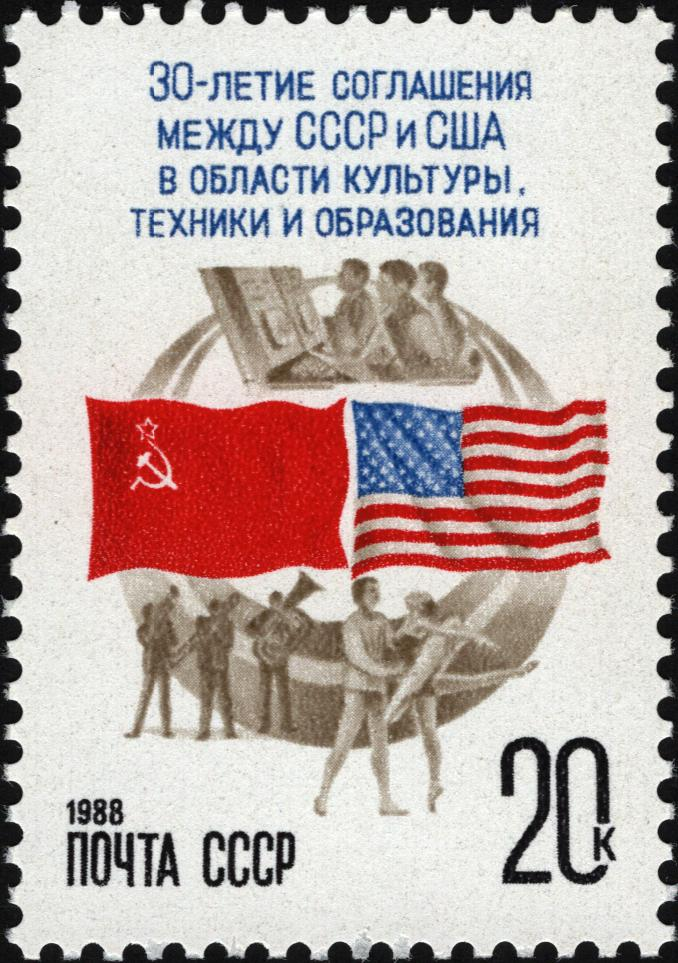
Почтовая марка СССР 1988

Во время Холодной войны, заграничные поездки граждан СССР были ограничены. Однако, в период с 1958 по 1988 годы более 50 тыс. советских граждан посетили Соединённые Штаты по различным соглашениям. В исторической перспективе, этот обмен помог расширить и углубить отношения Советского Союза и США посредством расширения контактов между людьми и институтами двух стран.